# بينغو (مسلسل)
 بينغو  (بالإنجليزية: Pingu)‏ هو مسلسل أطفال لفئة عمر ماقبل المدرسة مصنوع من معجون واستخدم فيه تقنية إيقاف الحركة، حصل على جائزة بافتا. أنتج لأول مرة من قبل The Pygos Group وTrickfilmstudio لقناة سويسرية، يسلط هذا المسلسل حياة بطريق يدعى بينغو Pingu مع عائلته التي تعيش في مبنى قباني بالقطب الجنوبي، إضافةً إلى مغامراته فهناك شقيقته الصغيرة التي تشاركه وتدعى بينغا Pinga مع صديقه روبي الفقمة . . قامت شركتا HiT Entertainment وHoT Animation البريطانيتين بإنتاج هذا المسلسل من الموسم الخامس حتى السادس.
في الموسم الأول (1986–1990) والموسم الثاني (1991–1994) عرضا على التوالي ولكن العمل لكل موسم لم يكتمل إلا بعد أربع سنوات، بينما الموسم 3 (1995–1996) والموسم 4 (1998–2000) أخذ العمل عليهما ليكتملا لمدة تتراوح من سنتين إلى ثلاث سنوات وحتى هذا اليوم بقي مسلسل بينغو محتفظاً بمكانته بين المشاهدين حالما يعرض على قناة سي بايز البريطانية، وقد عرض أيضاً في قناة BBC من 1995 إلى 2005، في العالم العربي تم عرض المسلسل على قناة كرتون نتورك بالعربية في فقرة كارتونيتو

## الشخصيات الرئيسية
- بينغو Pingu هو الشخصية الرئيسية لهذا المسلسل وشعاره الذي يقوله دائماً "Pingu!" (ويُسمع أيضاً بـ Noot noot!)
- بينغا Pinga هي الشقيقة الصغرى لبينغو.
- الأم والأب هما والدا بينغو وبينغا.
- الجد هو جدٌّ لبينغو وبينغا، يشتهر بخبرته ومعرفته بآلة الأكورديون الموسيقية.

### أصدقاء بينغو
- روبي Robby هو فقمة ذو لون رمادي ظهر لأول مره في حلقة «بينغو يذهب للصيد» هو فقمه وديه ومرحه وهو رمادي مزرّق في المواسم الاربعه الأولى ورماي فاتح في العامين الماضيين
- بينجو Pingo بطريق متهور، لديه منقار طويل، كثير ما يقنع بينقو ان يفعل الاشياء السخيفه معه
- بينغ Pingg هو صديق آخر لبينغو، لديه منقار طويل ورأس اصغر من بينغو
- بونجي Pongi بطريق يرتدي نظارة ولديه منقار قصير مستدير، ظهر لأول مره في حلقة «الهوكي الجليدي»
- بينغي Pengy هو بطريق مشابه ل «بطريق اديلي» ظهر لأول مره في «بينغو والرحلة المدرسيه» في حلقة «وقت المدرسة»
- بونكي Punki هو بطريق وأحد أصدقاء بينغو لديه خصلة على رأسه ويرتدي بنطالاً مقلماً، ظهر لأول مرة في حلقة «بينغو يوصل البريد» يظهر بونكي فقط في حفنه من الحلقات
- باجو Bajoo صديق اخر لبينغو ليس بطريق. شركة HIT Entertainment كشفت له بأنه «الوافد الغريب الجديد» في القطب الجنوبي بدأ لأول مره في عام 2005 وظهر في الحلقة الاخيره «بينغو & رجل الثلج الفظيع»
- بينجي Pingi هي حبيبة بينغو وصديقة بينغا، لديها رموش بيضاء سميكة. ظهرت لأول مرة في حلقة بعنوان حبيبة بينغو وفي بعض الأحيان تشعر بينغا بالغيرة منها لأن بينغو يهتم ببينجي أكثر منها.

### شخصيات أخرى
- المعلم The Schoolmaster مدرس بينغو في المدرسة. يعيش في مدرسه قريبه ويرن الجرس عندما يأتي وقت المدرسة أو ينتهي ظهر لأول مره في حلقة «وقت المدرسة»
- الطبيب The Doctor طبيب الحي، وعادة مايعالج الإصابات التي يتعرض عليها بينغو إضافة إلى المساعدة في ولادة بينغا.
- السيد بينغ هوفن Mr. Peng-hoven هو بطريق فقير يعيش في كوخ ممزق ويقبل بسرور كل هدايا بينغو

## روابط خارجية
- بينغو على موقع IMDb (الإنجليزية)
- بينغو على موقع ميتاكريتيك (الإنجليزية)
- بينغو على موقع ميوزك برينز (الإنجليزية)
- بينغو على موقع فيلمافينيتي (الإسبانية)
- بينغو على موقع كينوبويسك (الروسية)
- بينغو على موقع ألو سيني (الفرنسية)
- بينغو على موقع قاعدة بيانات الفيلم (الإنجليزية)